# Christopher Brady
Pour les articles homonymes, voir Brady.
Christopher Brady est un compositeur américain né le 27 novembre 1967 à San Francisco, Californie (États-Unis).

## Filmographie
- 1992 : The Real World (série télévisée)
- 1998 : Jeux de piste (Catch Me If You Can) (TV)
- 1999 : Passeport pour Paris (Passport to Paris) (vidéo)
- 2000 : Liées par le secret (Our Lips Are Sealed)
- 2000 : Chasseurs de vampire (Mom's Got a Date with a Vampire) (TV)
- 2001 : The Poof Point (TV)
- 2001 : Dodgeball
- 2001 : Motocross (Motocrossed) (TV)
- 2001 : Le Lutin (The Luck of the Irish) (TV)
- 2001 : Love Cruise: The Maiden Voyage (série télévisée)
- 2002 : Under One Roof (série télévisée)
- 2002 : America's Best Beaches (série télévisée)
- 2002 : La Dernière traque (Pressure)
- 2002 : World's Best Beaches (série télévisée)
- 2002 : Playboy: Who Wants to Be a Playboy Centerfold? (vidéo)
- 2003 : Scrambled
- 2003 : Welcome to the Neighborhood
- 2003 : Full-Court Miracle (TV)
- 2004 : Going to the Mat (TV)
- 2004 : Chasing Daylight
- 2004 : Moving In
- 2004 : Phil du futur (série télévisée)
- 2004 : The Rebel Billionaire: Branson's Quest for the Best (série télévisée)
- 2008 : The Horribly Slow Murderer with the Extremely Inefficient Weapon